# Technologieführer
Als Technologieführer (englisch leader of technology) werden in der Betriebswirtschaftslehre Unternehmen bezeichnet, die einen deutlichen Vorsprung in der angewandten Technologie gegenüber vergleichbaren Konkurrenzunternehmen aufweisen.

## Allgemeines
Als Wettbewerbsstrategien gibt es Kosten-, Preis-, Qualitäts- und Technologieführerschaft. Gemeinsam ist diesen Unternehmensstrategien, dass ein Unternehmen auf einem bestimmten unternehmerischen Sektor (Kosten, Marktpreis, Produktqualität/Dienstleistungsqualität oder Technologie) einen größeren Vorsprung oder Vorteile gegenüber den Konkurrenten im selben Marktsegment aufweist. Technologieführerschaft bedeutet, dass mit Hilfe technologischer Hochleistungen (Spitzentechnologie) eine Differenzierung zu Konkurrenten erfolgt.
Heute beruht das nicht mehr auf Zufall, sondern gehört zur strategischen Planung eines Unternehmens. Erzielt es durch Kostensenkung Kostenvorteile, kann es – bei gleichbleibendem Marktpreis – mehr Gewinn erzielen als die Konkurrenz oder es senkt die Preise und zieht mehr Nachfrage auf sich. Preisführerschaft gibt es beispielsweise beim Teilmonopol, einem Markt mit einem großen und vielen kleinen Anbietern. Hier hat das Großunternehmen einen gewissen Spielraum in seiner Preissetzung etwa durch Skaleneffekte. Die kleineren Unternehmen werden sich bei ihren Preisentscheidungen am Marktführer orientieren. Qualitätsführerschaft erfordert einen Vorsprung bei Produkt- oder Dienstleistungsqualität.

## Geschichte
Der Nationalökonom Joseph Schumpeter beschrieb 1911 in seinem Werk Theorie der wirtschaftlichen Entwicklung einen dynamischen Unternehmer (Pionierunternehmer), der durch seine Innovation zu einem Monopolisten wird. Dies bleibe er so lange, bis Nachahmer auftreten oder seine Innovation durch weitere Entwicklungen verblasst. Auch die Einführung neuer Produktionsmethoden, die Erschließung neuer Absatzmärkte oder die Eroberung neuer Beschaffungsquellen für Roh-, Hilfs- und Betriebsstoffe (Low-Cost Country Sourcing) könne dem Monopolisten einen Gewinn einbringen, dem Erich Preiser 1955 den Namen Pioniergewinn gab.

## Wirtschaftliche Aspekte
Es gibt bei Unternehmen zwei Arten von Technologieführern, nämlich die als erste den technischen Fortschritt nutzen und ihn in ihrer Produktionstechnik (Energietechnik, Fertigungstechnik oder Verfahrenstechnik) einsetzen und Unternehmen, die Produktinnovationen auf den Markt bringen. Sie betreiben eigene Forschung und Entwicklung, die nicht nur ihre Produkte und Dienstleistungen verbessern soll, sondern auch der Verbesserung der Produktionstechnik dienen kann. Auch neues technisches Know-how, erworbene Patente oder Schutzrechte sind Indikatoren für verbesserte Technologien.
Technologieführer kann ein einzelnes Unternehmen, aber auch – aufgrund fortschrittlicher Wirtschaftszweige – ein Staat sein. Deutschland gilt beispielsweise auf den Sektoren der Biogaserzeugung, Bioenergie oder Windenergie als weltweiter Technologieführer, die Firma Trumpf gilt im Bereich industrieller Laser und Lasersysteme als Weltmarkt- und Technologieführer.
Eine im Vergleich zu den Konkurrenten überdurchschnittliche Forschungsintensität, sichtbar in der Forschungsquote, kann Technologieführerschaft zur Folge haben. Zu geringe Forschungsintensität kann dagegen den Technologievorsprung gefährden, wenn Technologiefolger reagieren und aufholen. Technologieführer sind häufig auch nicht in der Lage, weitere neue Technologien rechtzeitig zu implementieren. Vor allem Kostenführer, aber zunehmend auch Qualitäts- und Technologieführer im Werkzeugmaschinenbau, nehmen Veränderungen an Produkten in nahezu jährlichen Intervallen vor. Als spezielle Strategie der Technologieführerschaft lässt sich, vor allem bei Automobilzulieferern, der Systemlieferant identifizieren, der zum unersetzlichen Partner in der Lieferkette der Automobilhersteller werden kann.
Neuere oder bessere Technologien sind meist mit einem Kostenvorteil (durch verbesserte Produktivität oder Wirtschaftlichkeit) gegenüber bisherigen Technologien verbunden, doch können sie noch Fehler enthalten, die zur Fehlproduktion und Fehlmengen führen. Kostenvorteile verschaffen dem Technologieführer Wettbewerbsvorteile, durch die er seine Marktanteile zu Lasten der Wettbewerber erhöhen und zum Marktführer aufsteigen kann. Der Unternehmer Christian Dräger hat die Strategie seines Unternehmens (Drägerwerk) wie folgt charakterisiert: „Marktführerschaft durch Technologieführerschaft, Technologieführerschaft durch Produktinnovation.“ Ausgangspunkt ist demzufolge die Produktinnovation, durch die Technologieführerschaft und letztlich Marktführerschaft erreicht werden kann. Heute sorgen insbesondere Schlüsseltechnologien für einen tiefgreifenden Einfluss auf Wirtschaftsstruktur, Umwelt und Sozialleben. Wer sie frühzeitig einsetzt, wird ebenfalls zum Technologieführer. Technologieführerschaft ist international dann erfolgreich, wenn der Technologieführer komparative Kostenvorteile zu nutzen imstande ist.